# يوتا هيجوتشي
يوتا هيجوتشي (باليابانية: 樋口 雄太) (مواليد 30 أكتوبر 1996) هو لاعب كرة قدم ياباني.

## وصلات خارجية
- يوتا هيجوتشي على موقع رابطة كرة القدم اليابانية للمحترفين (اليابانية)
- يوتا هيجوتشي على موقع إي إس بي إن إف سي (الإنجليزية)
- يوتا هيجوتشي على موقع قاعدة بيانات كرة القدم.إي يو (الإنجليزية)
- يوتا هيجوتشي على موقع Soccerway.com (الإنجليزية)
- يوتا هيجوتشي على موقع عالم كرة القدم.نت (الإنجليزية)